# Challenger Plateau

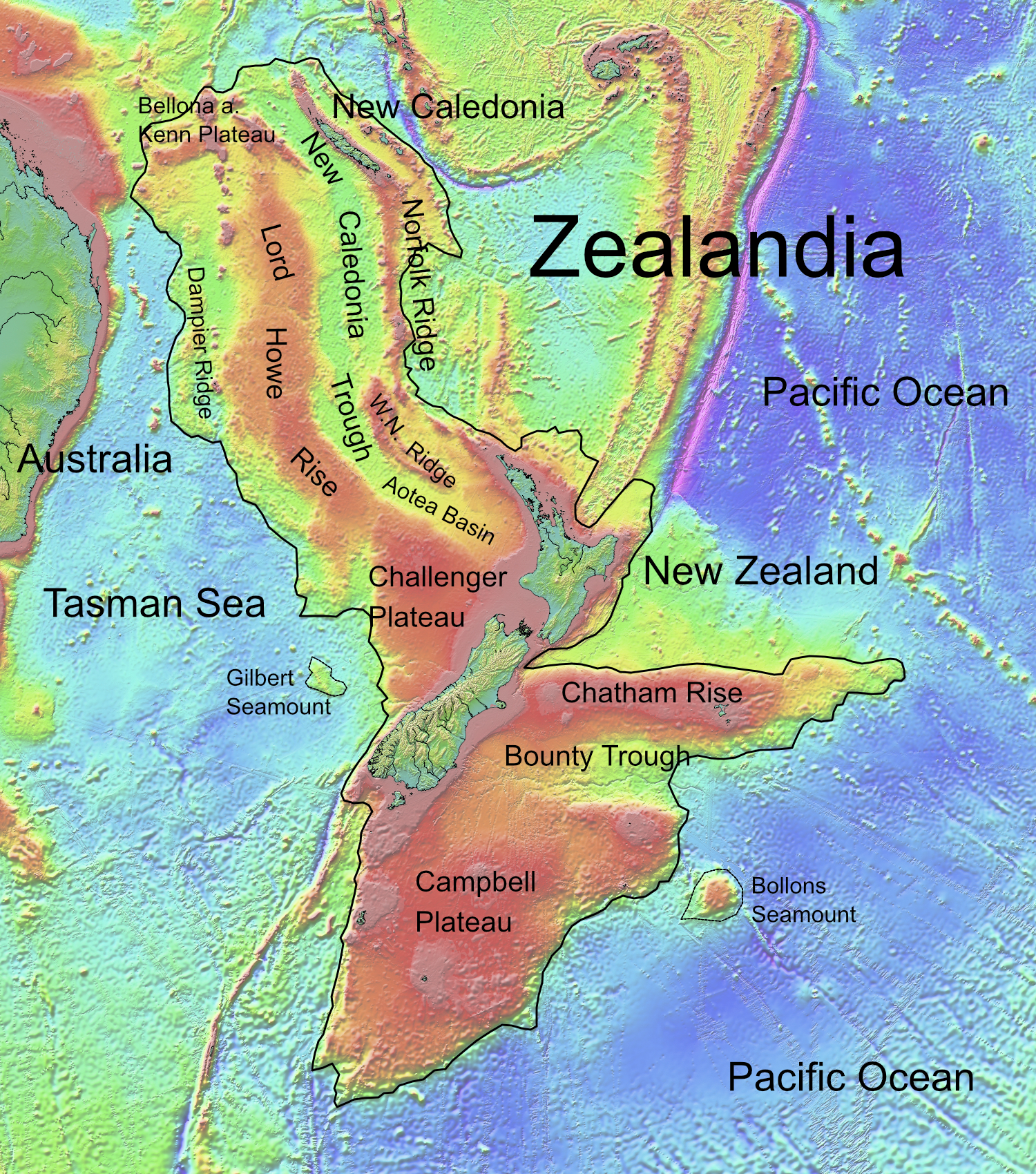
Topografische Karte von Zealandia mit dem Challenger Plateau westlich von Neuseeland

Das Challenger Plateau ist ein westlich von Neuseeland unter dem Meeresspiegel liegendes Gebirgsplateau. Es gehört zu dem 4,9 Millionen Quadratkilometer großen und zu 94 % unter dem Meeresspiegel liegenden Gebiet, das von Wissenschaftlern als Zealandia bezeichnet und um dessen Anerkennung als Kontinent geworben wird.

## Geographie
Das Challenger Plateau liegt direkt westlich von Neuseeland vor dem Kontinentalschelf der beiden Hauptinseln, der vor Taranaki rund 60 km breit ist und vor der Westküste der Südinsel zwischen 20 km und 100 km variiert. Das Plateau, das grob die Form eines Dreiecks hat, ist in Ost-West-Richtung rund 400 km lang und misst nach Süden hin rund 630 km (Geokoordinaten 37° 56' S, 168° 00' O, 39° 00' S, 171° 47' O, 43° 30' S, 168° 05' O). Im Norden des Plateaus schließt sich der New Caledonia Trough und das Aotea Basin an, im Osten und Süden der Kontinentalschelf der neuseeländischen Hauptinseln und im Westen die Lord Howe Rise und die Tiefsee der Tasmansee. Die Gesamtfläche des Plateaus umfasst rund 280.000 km². Die Wassertiefen variieren zwischen 500 und 1500 m.

## Geologie
Das Basisgestein der Kontinentalkruste besteht aus Granit und Grauwacke. Die der Kruste überlagerten Sedimente variieren in Stärken zwischen 0 und 3000 m.